# サクラの一覧
サクラの一覧（サクラのいちらん）ではサクラの種を列記する。日本では、江戸時代までに栽培品種を含め300種を超えるサクラが存在していたとされ、現在では固有種を含んだ10類の基本の野生種を基に、これらの変種以下の分類を合わせて100種類以上の自生種があり、さらにこれらから育成された栽培品種が200種あり、分類によっては600種を越えるとされる。
なお、群はおおよそ亜節に相当する。また以下のうちの野生種の項目には種（species）以外にも種間雑種や種（species）の下位分類レベルの変種（variety）や品種（form）を含む。栽培品種（cultivar）は、ほとんどが日本原産である。

## ヤマザクラ群
ヤマザクラに類するサクラをヤマザクラ群と呼ぶことがある。これには分類学上の種（species）としての別種も含まれており確定したものではない。北米や西欧の分類法では、ヤマザクラ、オオシマザクラ、オオヤマザクラ、カスミザクラは、サトザクラと共にPrunus serrulataという一つの種にまとめられて分類される場合があり、サトザクラ以外のそれらを日本語でヤマザクラ群として便宜的に呼ぶことがあるだけである。野生種は主に日本列島に分布し一部が朝鮮半島に分布する。葉が花と同時に開く。
代表種は ヤマザクラ。ここではその一部を上げる。

### 野生種
基本種5種とその下位分類

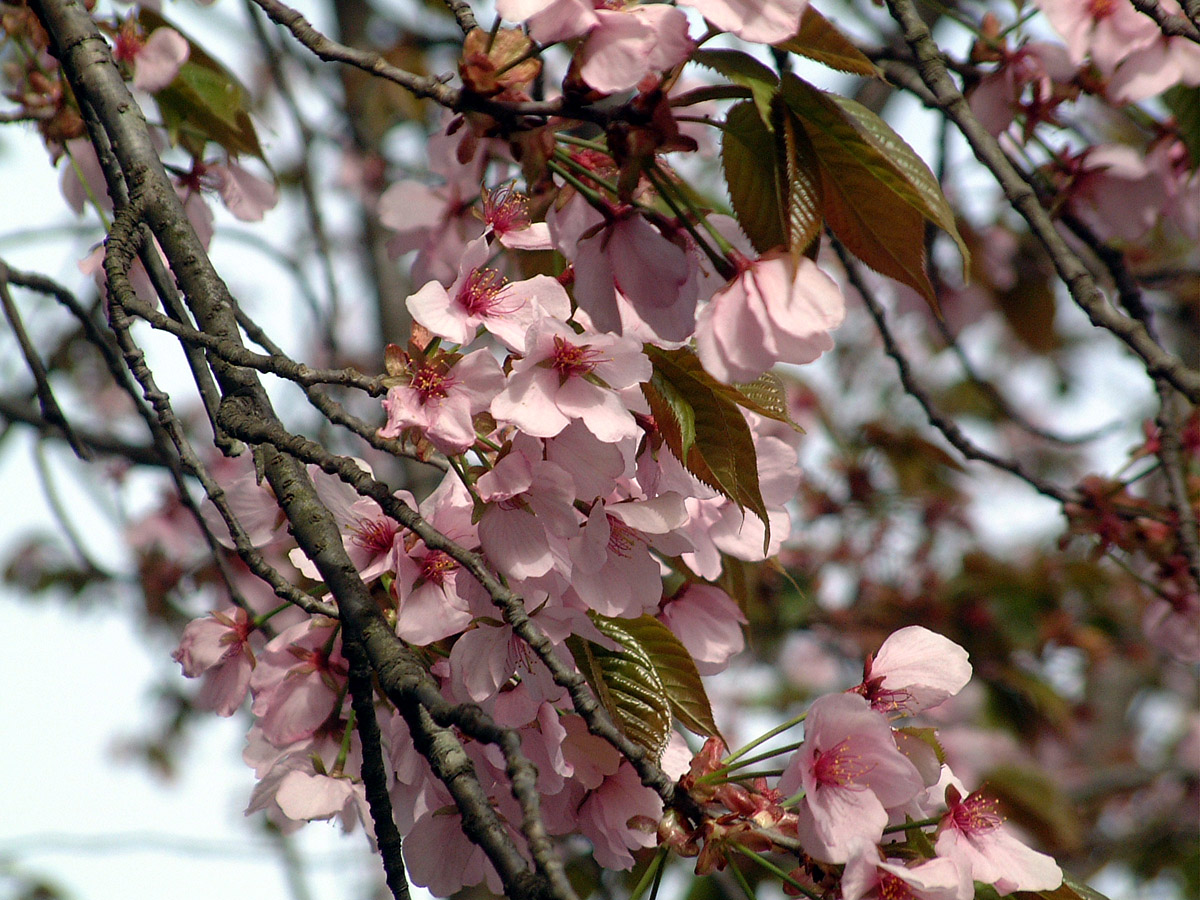
野中のベニヤマザクラ

- ヤマザクラ Cerasus jamasakura (Siebold ex Koidz.) （山桜）
  - ツクシザクラ（筑紫桜・筑紫山桜）- ヤマザクラはその下位分類の変種のヤマザクラとツクシヤマザクラで構成されている。
- オオシマザクラ（大島桜）
  - ウスガサネオオシマ（薄重大島）- 変種よりさらに下位分類の品種のサクラ
  - シオカゼザクラ（潮風桜） - 変種よりさらに下位分類の品種のサクラ
- オオヤマザクラ（大山桜・蝦夷山桜・紅山桜）
  - ケエゾヤマザクラ（毛蝦夷山桜）- 変種よりさらに下位分類の品種のサクラ
  - ハツユキザクラ（初雪桜）- 変種よりさらに下位分類の品種のサクラで、オオヤマザクラの白色花型。
  - キリタチヤマザクラ（霧立山桜）- オオヤマザクラはその下位分類の変種のオオヤヤマザクラとキリタチヤマザクラで構成されている。
- カスミザクラ（霞桜）
  - アサギリザクラ（朝霧桜・毛山桜）- 変種よりさらに下位分類の品種で、カスミザクラの無毛型。
  - カタオカザクラ（片丘桜） - 変種よりさらに下位分類の品種で、カスミザクラの幼形開花型。ヤマザクラに戻ってしまうことが多い。
  - キビザクラ（吉備桜）- 変種よりさらに下位分類の品種で、カスミザクラの遅咲きの多毛型。
- クマノザクラ（熊野桜）

種間雑種
- アカツキザクラ（暁桜・霞蝦夷山桜）- カスミザクラとオオヤマザクラの種間雑種

### 栽培品種
ア行

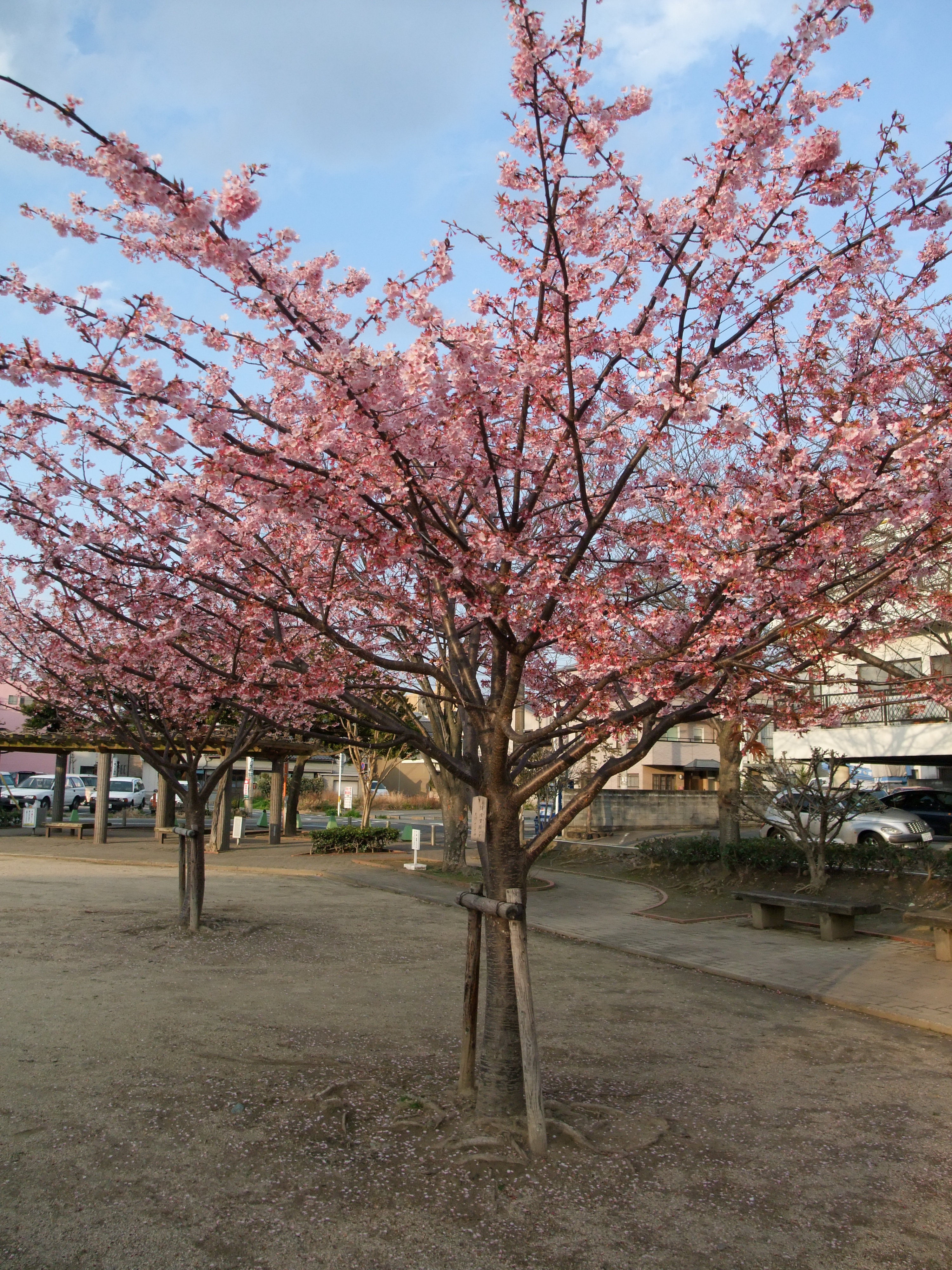
ハチスカザクラ

- アオバ（青葉）-別名アオハダ桜、真桜：挿し木で発根しやすいので台木としてよく使われる。ただし寿命が短い。
- アカミオオシマ（赤実大島）
- イズザクラ（伊豆桜）
- イチハラトラノオ（市原虎の尾）
- イボザクラ（伊保桜・井保桜）
- イヨウスズミ（伊予薄墨）
- ウンリュウオオシマ（雲竜大島）
- オウシュウサトザクラ（奥州里桜）

カ行
- カンザキオオシマ（寒咲大島）
- ギオウジギジョザクラ（祇王寺祇女桜）
- キヌガサ（衣笠）
- キリフリザクラ
- クチナシザクラ（梔子桜）
- ケタノシロキクザクラ（気多の白菊桜）
- コウホクニオイ（江北匂）
- ゴザノマニオイ（御座の間匂）
- コトヒラ（琴平）
- コンゴウザクラ（金剛桜・源氏車・小督） - 国の天然記念物。

サ行
- サノザクラ（佐野桜）
- シダレオオヤマザクラ（枝垂大山桜）
- ジョウニオイ（上匂）
- シンスミゾメ（新墨染）
- スルガダイニオイ（駿河台匂）
- ゼンショウジキクザクラ（善正寺菊桜）
- ソウドウザクラ（宗堂桜） - P. jamasakura cv., P. lannesiana cv. Soudou-zakuraの2種がある。

タ行
- ダイリノサクラ（内裏の桜）
- タカネオオヤマザクラ（高嶺大山桜）
- タキニオイ（滝匂）
- チョウショウインハタザクラ（長勝院旗桜）

ナ行
- ナラノヤエザクラ（奈良の八重桜・奈良八重桜）
- ニドザクラ（二度桜）
- ノナカノサクラ（野中の桜）

ハ行
- ハチスカザクラ（蜂須賀桜）- 沖縄系カンヒザクラとヤマザクラの一代交雑種カンザクラ
- ヒウチダニキクザクラ（火打谷菊桜）
- ヒヨシザクラ（日吉桜）
- ベニタマニシキ（紅玉錦・松前紅玉錦）
- ベニナンデン（紅南殿）
- ホソカワニオイ（細川匂）

マ行
- マツマエウスベニココノエ（松前薄紅九重）
- ミナカミ（水上）
- ミョウジョウ（明星・松前明星）

ヤ行
- ヤエノオオシマザクラ（八重の大島桜）
- ヤエノカスミザクラ（八重の霞桜）
- ヤエベニオオシマ（八重紅大島）
- ヤツブサザクラ（八房桜）
- ヤマゴシムラサキ（山越紫）
- ヨウロウザクラ（養老桜）

ラ行
- ライコウジキクザクラ（来迎寺菊桜）

ワ行
- ワカキノサクラ（稚木の桜） - ヤマザクラの幼形開花型。ヤマザクラに戻ってしまうことが多い。

## エドヒガン群
エドヒガンに類する品種の桜の総称。
野生種は日本と日本から持ち込まれ朝鮮半島にかけて分布するエドヒガン、台湾に分布するムシャザクラ、中国に分布するP. changyangensis Ingramの三系統があり、いずれも萼（がく）の下部に球状のふくらみがある。
枝垂桜は、形の面白さから多数の園芸品種が存在する。
代表種は エドヒガン。ここではその一部を上げる。

### 野生種
基本種

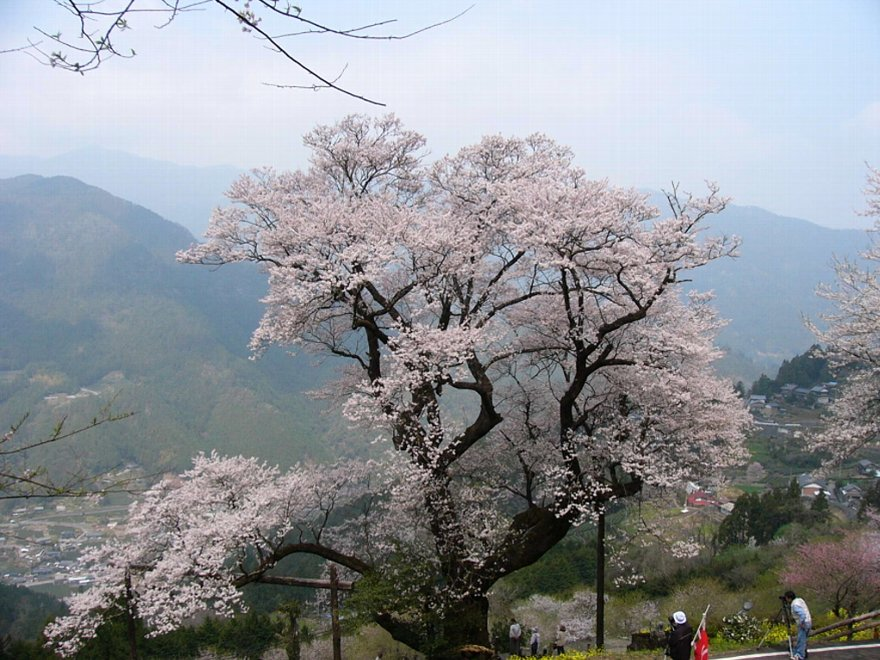
ひょうたん桜（エドヒガン）

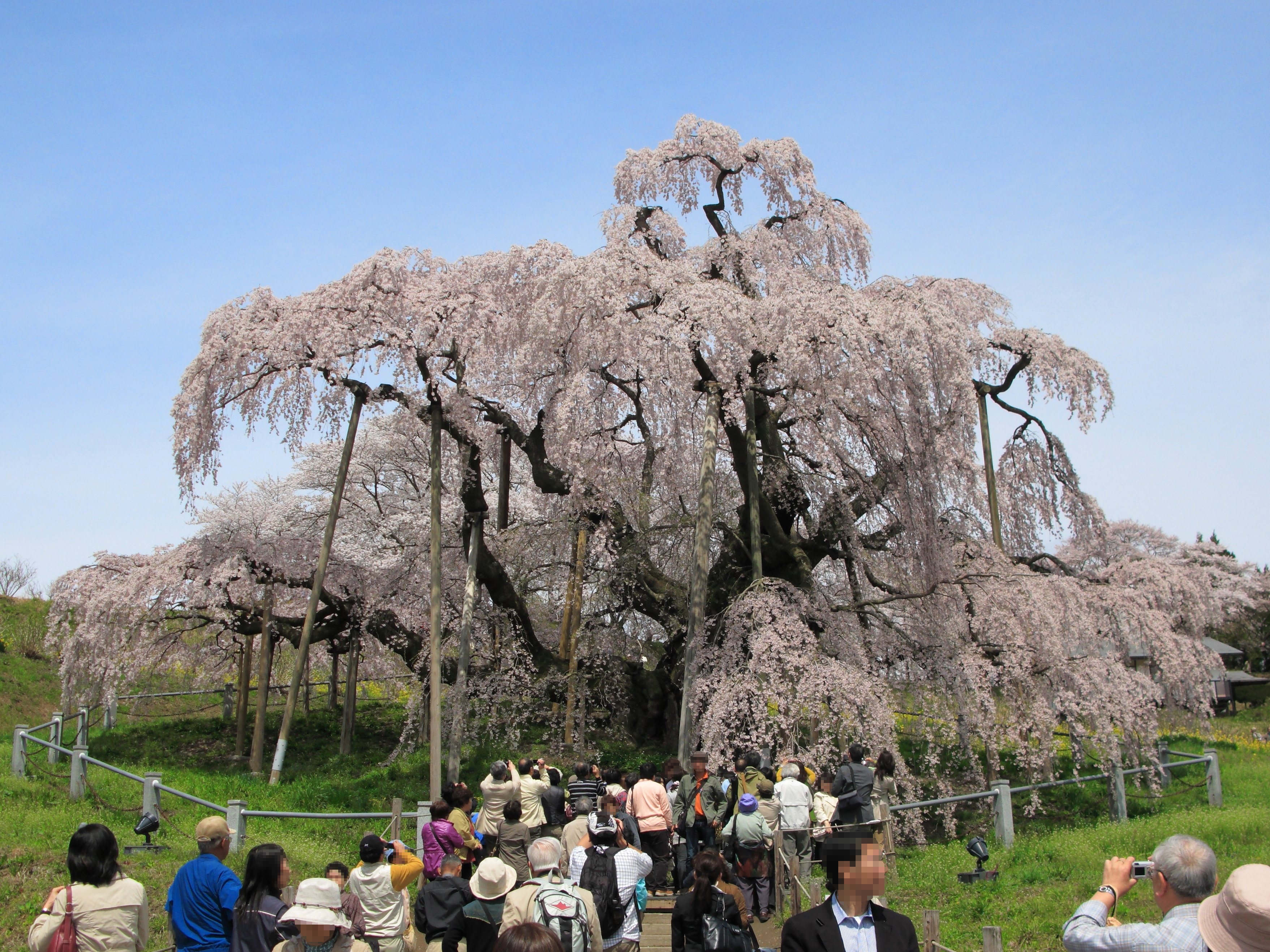
三春滝桜

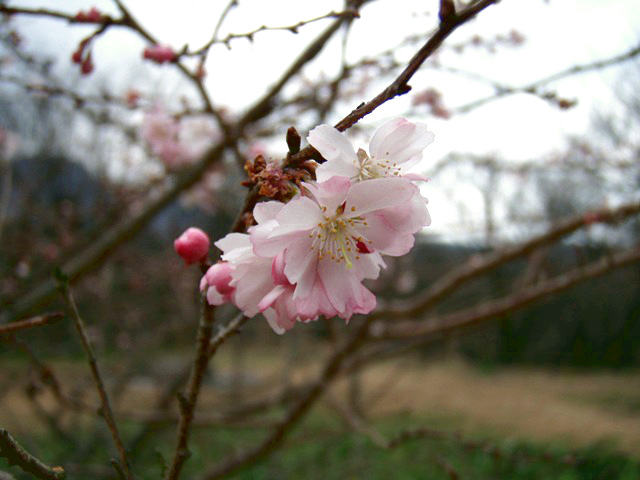
ジュウガツザクラ

- エドヒガン（江戸彼岸・立彼岸・東彼岸・婆彼岸） - 春の彼岸ごろに花を咲かせる。桜の中では最も長寿な品種の一つで、「神代桜」（山梨県北杜市）や「石割桜」（岩手県盛岡市）など、国の天然記念物に指定されているものも少なくない

種間雑種
- モチヅキザクラ（望月桜）- ヤマザクラとの種間雑種
- ヤマモチヅキザクラ（山望月桜）- ヤマザクラとの種間雑種
- コヒガン（小彼岸）- マメザクラとの種間雑種。ジュウガツザクラやコシノヒガンなど多くの栽培品種がある。

### 栽培品種
ア行
- アマギヨシノ（天城吉野） - ソメイヨシノの交配実験中に生まれた品種。
- アメリカ（旧名：曙） - Prunus ×yedoensis Matumura cv. Amerika - 北米に送られたソメイヨシノの実生から生まれた品種で、ソメイヨシノに比べ花が大きい。現地では『曙』と呼ばれていたが、日本に導入する際、同名の桜との混同を避けるために『アメリカ』に改名された。（詳細はジンダイアケボノにて記述）
- イズヨシノ（伊豆吉野） - ソメイヨシノの交配実験中に生まれた品種。
- ウジョウシダレ（雨情枝垂）
- ウスゲオオシマ（薄毛大島）
- オオクサイザクラ（オオクサエザクラ）
- オモイガワ（思川）

カ行
- カッテザクラ（勝手桜）
- カバザクラ（樺桜）
- カミヤマシダレザクラ（神山枝垂桜）
- クマガイ（熊谷）
- クラマザクラ（鞍馬桜）
- コシノヒガン（越の彼岸） - 富山県の天然記念物
- コヒガン（小彼岸・彼岸桜・千本彼岸）- コヒガン系の中の特定の栽培品種
- コマツオトメ（小松乙女）

サ行
- サイホウジザクラ（西法寺桜）
- サクヤヒメ（咲耶姫）
- シキザクラ（四季桜）
- シダレオオクサイザクラ（シダレオオクサエザクラ）
- シダレザクラ（枝垂桜・糸桜）
- シダレソメイヨシノ（枝垂染井吉野）
- ジュウガツザクラ（十月桜） - 一年の間に三月と十月の2回花を咲かす。
- ショウジョウ（猩々）
- ショウワザクラ（昭和桜）
- シラタキザクラ（白滝桜）
- シラタマ（白玉）
- ジンダイアケボノ（神代曙）
- スルガザクラ（駿河桜）
- センダイヨシノ（仙台吉野）
- ソトオリヒメ（衣通姫）
- ソメイニオイ（染井匂）
- ソメイヨシノ（染井吉野）

タ行
- タカトオコヒガン（高遠小彼岸） - 長野県の天然記念物
- タマナワザクラ (玉縄桜)
- タキノザクラ（滝野桜）
- トモエザクラ（巴桜）

ハ行
- ハヤザキオオシマ（早咲大島） - ソメイヨシノの交配実験中に生まれた品種。
- フナバラヨシノ（船原吉野）
- ベニシダレ（紅枝垂）
- ベニツルザクラ（紅鶴桜）
- ホザキヒガンヤエザクラ（穂咲彼岸八重桜）

マ行
- マイヒメ（舞姫）
- マツマエウスガサネソメイ（松前薄重染井）
- ミカドヨシノ（御帝吉野） - ソメイヨシノの交配実験中に生まれた品種。
- ミシマザクラ（三島桜）
- ミズタマザクラ（水玉桜）
- ミスミオオヒラザクラ（三隅大平桜）
- ミドリヨシノ（緑吉野）
- モニワザクラ（茂庭桜）
- モリオカシダレ（盛岡枝垂）

ヤ行
- ヤエベニシダレ（八重紅枝垂）
- ヤエベニヒガン（八重紅彼岸）

## マメザクラ群

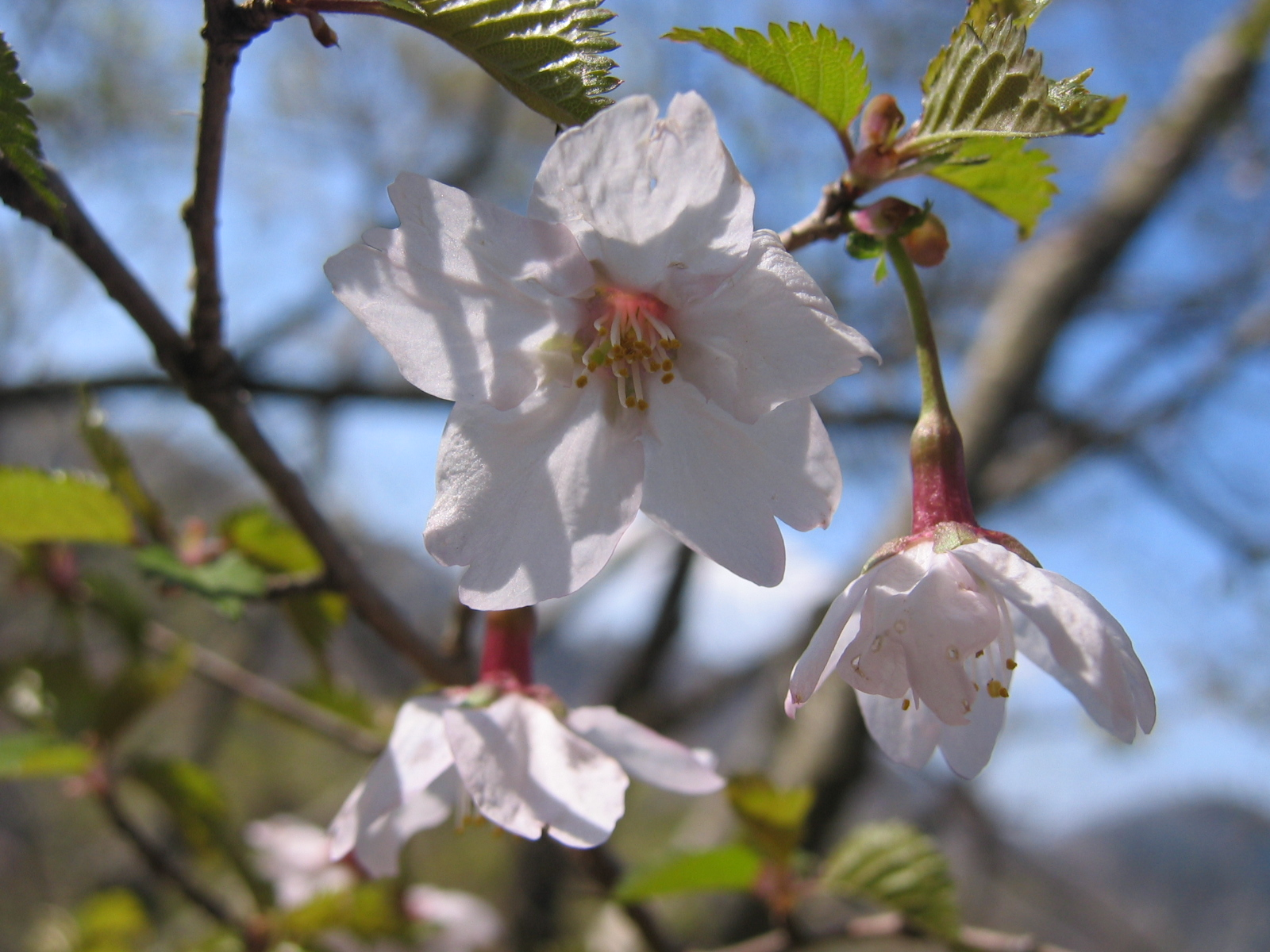
マメザクラ

マメザクラに類する品種の桜の総称。マメザクラに類する系列とタカネザクラに類する系列に大きく分けられる。低木もしくは小高木で、実は黒く結実する。欠刻状重鋸葉が特徴。
代表種はマメザクラ。ここではその一部を上げる。

### マメザクラ系

#### 野生種
- マメザクラ (豆桜)
  - マメザクラ（豆桜）- マメザクラの変種
  - キンキマメザクラ（近畿豆桜）- マメザクラの変種
  - ブコウマメザクラ（武甲豆桜）- マメザクラの変種

種間雑種
- コヒガン（小彼岸）系 - マメザクラ × エドヒガンの種間雑種（C. × subhirtella）。コヒガンはエドヒガン系とされることもあるがこちらにも掲載する。コシノヒガン（越の彼岸）・ホシザクラ（星桜）・ヤブザクラ（藪桜）がコヒガンの品種 (form)とされる場合もある[9]。コヒガンの栽培品種についてはコヒガンやエドヒガンのページに記載。

#### 栽培品種
- アカネヤエ（茜八重）

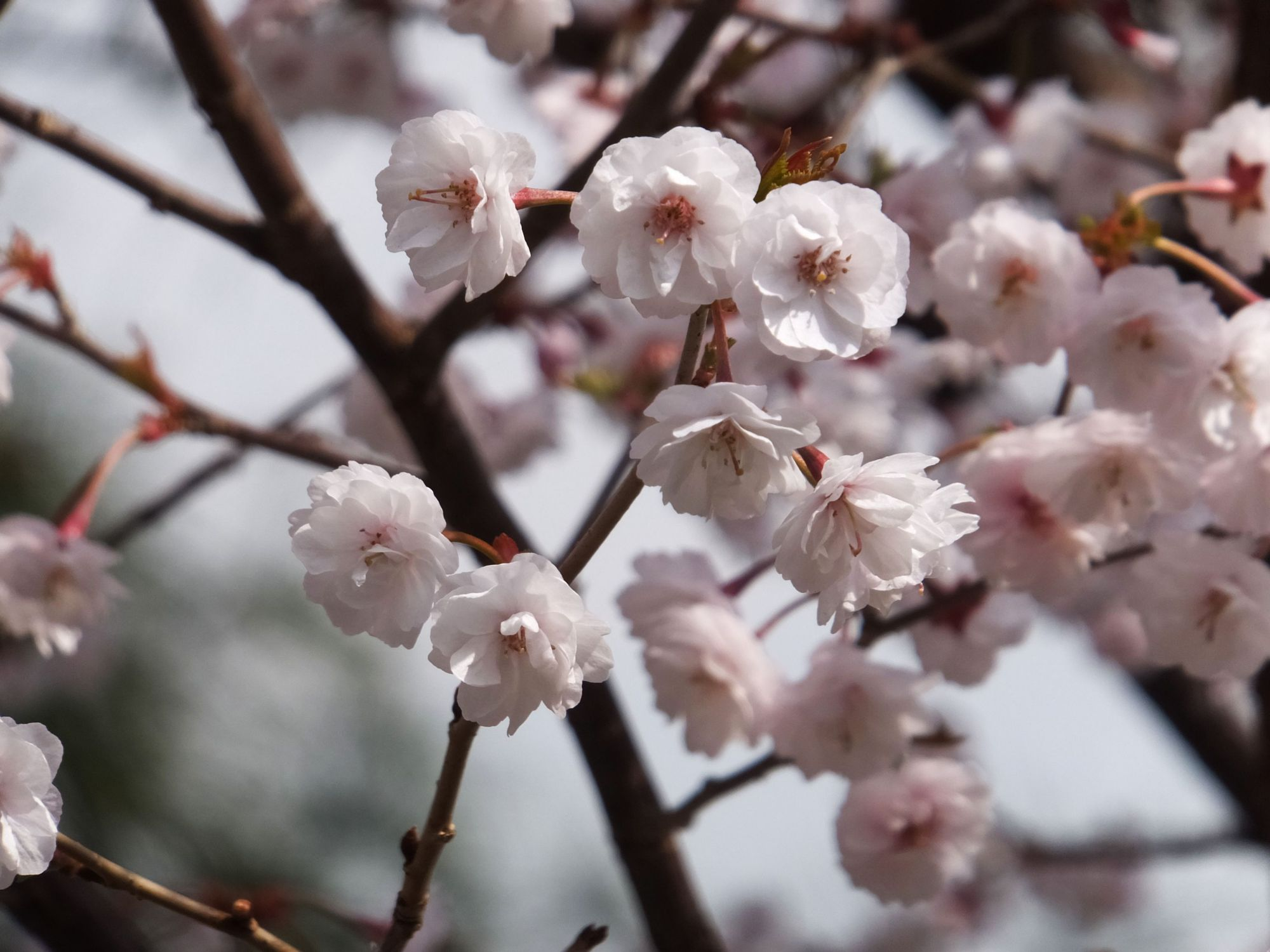
クマガイザクラ

- アメダマザクラ（飴玉桜）- マメザクラ × ヤマザクラ × オオシマザクラの種間雑種（ C. × parvifolia）の栽培品種[10][11]
- ウミネコ（海猫） - 主にヨーロッパで栽培されている品種。
- オシドリザクラ（鴛鴦桜・富士霞桜[12]）- このほかにも別名のフジカスミザクラには変種としてのマメザクラそのものの個体もある[13]。
- クマガイザクラ（熊谷桜・八重咲山彼岸） - キンキマメザクラの八重の栽培品種。クマガイ（サクラクマガイ）とは別の栽培品種。
- コジョウノマイ（湖上の舞）
- コバザクラ（フユザクラ）（冬桜・小葉桜） - 11月から12月の終わりごろまで花を咲かせることで知られる。群馬県藤岡市の桜山はフユザクラの名所として名高い。
- ショウドウザクラ（勝道桜）- マメザクラ × オオヤマザクラ（ C. × syodoi）の種間雑種の栽培品種[10]
- ショウドウヒガン（勝道彼岸）
- ショウフクジザクラ（正福寺桜・正福寺枝垂・湯村枝垂・湯村）
- フタカミザクラ（二上桜） - 1970年に二上山で発見された品種。
- マナヅルザクラ（真鶴桜）
- ミドノヤエ（水土野八重）
- ミドリキンキマメザクラ（緑近畿豆桜） - キンキマメザクラの赤色色素が欠損した栽培品種[14]。
- ミドリザクラ（緑桜・緑萼桜）

### タカネザクラ系

#### 野生種
- タカネザクラ（高嶺桜・峰桜）
  - タカネザクラ（高嶺桜・峰桜）- 種としてのタカネザクラは変種のタカネザクラとチシマザクラで構成される。
  - チシマザクラ（千島桜）- 種としてのタカネザクラは変種のタカネザクラとチシマザクラで構成される。

種間雑種
- イシヅチザクラ - マメザクラとの種間雑種。詳しくはマメザクラにて。

## チョウジザクラ群
チョウジザクラに類する品種の桜の総称。低木もしくは高低木で、多雪地帯でよく見られる。押し葉を作ると芽の部分が黄変するという特徴がある。
代表種はチョウジザクラ。ここではその一部を上げる。

### 野生種
- チョウジサクラ（丁字桜・メジロザクラ） - Cerasus apetala
  - チョウジサクラ（丁字桜・メジロザクラ） - Cerasus apetala var. tetsuyae H.Ohba 種 (species)の下位分類の変種 (variety)としてのチョウジザクラ。
  - ミヤマチョウジザクラ（深山丁字桜） - Cerasus apetala var. apetala 種の下位分類の変種の深山型。中央アルプスから南アルプスにかけて分布する。
  - オクチョウジザクラ（奥丁字桜） - Cerasus apetala var. pilosa (Koidz.) H.Ohba 種の下位分類の変種[15]。

種間雑種
- オオミネザクラ（大峰桜） - Cerasus ×oneyamensis (Hayashi) H.Ohba nothovar. takasawana (H.Kubota & Funatsu) H.Ohba[16][17] オクチョウジザクラとオオヤマザクラの自然雑種。
- チチブザクラ（秩父桜） - Cerasus ×chichibuensis (H.Kubota & Moriya) H.Ohba[15] チョウジザクラとエドヒガンの自然雑種。
- ニッコウザクラ（日光桜） - Cerasus ×tschonoskii (Koehne) H.Ohba[18] チョウジザクラとカスミザクラの自然雑種。
- ナルサワザクラ（鳴沢桜） - Cerasus ×yanashimana (H.Kubota & Moriya) H.Ohba[19][20] チョウジザクラとヤマザクラの自然雑種。ハナイシザクラ（花石桜）を含む。

### 栽培品種
- キクザキオクチョウジザクラ（菊咲奥丁字桜）
- シキザキチョウジザクラ（四季咲丁字桜）
- ヒナギクザクラ（雛菊桜） - 菊咲き。チョウジザクラの園芸品種は、ヒナギクザクラを親に持っていることが多い。

## カンヒザクラ群
カンヒザクラに類する品種の桜の総称。中国の冬桜花、チベットのヒマラヤザクラなどが野生種にあたり、1月から3月にかけて緋色の花を咲かせる。野生種のカンヒザクラは早咲きや濃い花びらの特徴を持つため、日本では栽培品種を開発する際の親として活用されている。
代表種はカンヒザクラ。ここではその一部を上げる。

### 栽培品種
- アタミハヤザキ（熱海早咲）
- イズタガアカ（伊豆多賀赤）
- オオカンザクラ（大寒桜）
- オカメザクラ（阿亀桜）
- カワヅザクラ（河津桜）
- カンザクラ（寒桜）
- カンヒザクラ（寒緋桜・緋寒桜・元日桜・薩摩緋桜） - 沖縄で「桜」と言えばこのカンヒザクラを指す。
- ケイオウザクラ（啓翁桜・東海桜・岳南桜）
- シュゼンジカンザクラ（修善寺寒桜）
- タイリョウザクラ（大漁桜）
- ツバキカンザクラ（椿寒桜）
- ハツミヨザクラ（初御代桜）
- ミョウショウジ（明正寺）
- ヨウコウ（陽光）
- ヨコハマヒザクラ（横浜緋桜）
- リッシュンカンザクラ（立春寒桜）
- リュウキュウカンヒザクラ（琉球寒緋桜・琉球緋桜）

## ミヤマザクラ群
ミヤマザクラに類する品種の桜の総称。
野生種としては中国南西部を中心に5種と、日本に1種分布しており、日本産のものは中国産のものとは別種と考えられている。低木、小高木または高木で、若木は有毛の物が多い。
代表種はミヤマザクラ。ここではその一部を上げる。

### 野生品種
- ミヤマザクラ（深山桜） - 日本海を取り囲むように分布している。
- ヤエミヤマザクラ（八重深山桜）

## カラミザクラ群
カラミザクラに類する品種の桜の総称。
中国南西部に7種が分布している。

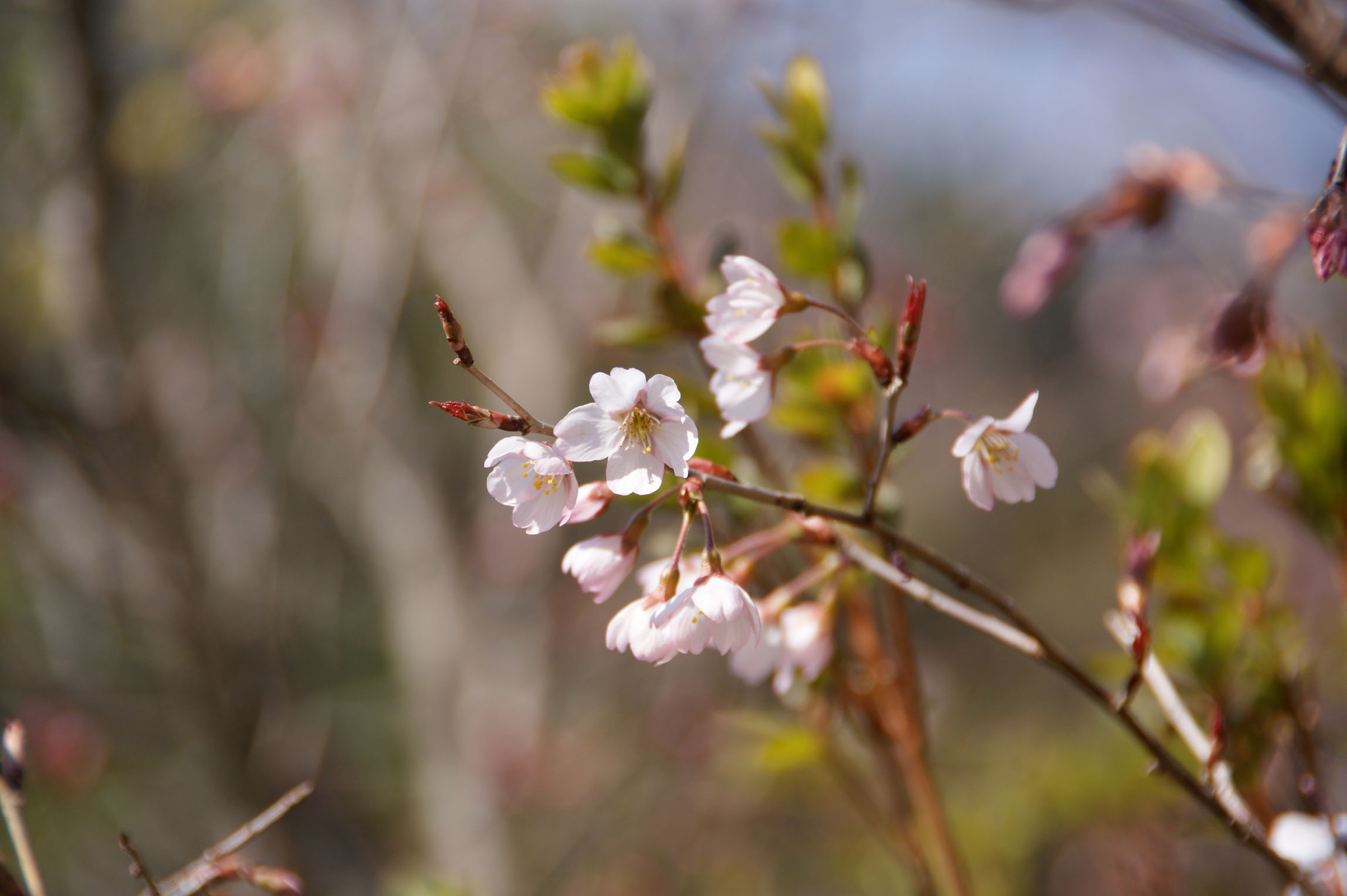
トウカイザクラ

代表種はカラミザクラ。ここではその一部を上げる。

### 野生種
- カラミザクラ（唐実桜） - 中国での呼び名は「桜桃」。実の色は赤や黄色、実の形は球形や卵形など多岐に渡り、様々な品種が存在すると思われるが、まとめてカラミザクラとして扱われている。実を食べるほか、枝・葉・樹皮などを漢方薬として用いる。

### 栽培品種
- コブクザクラ（子福桜）
- タイザンフクン（泰山府君）
- トウカイザクラ（東海桜） - 切り花用に福島市花見山公園近隣の花卉農家で盛んに栽培されている。開花時期がソメイヨシノより1週間から10日ほど早く、満開時の姿は非常に美しい。
- ホウキザクラ（箒桜）

## サトザクラ類
サクラの栽培品種の総称で、狭義では日本固有種のオオシマザクラを基に誕生した栽培品種の品種群（Cerasus Sato-zakura Group）のこと。2014年に発表された森林総合研究所の215の栽培品種のDNA解析結果により、日本のサクラの栽培品種は、エドヒガンから誕生したシダレザクラのように一つの野生の種 (species)から誕生した存在は稀で、多くがオオシマザクラに、ヤマザクラ、オオヤマザクラ、エドヒガン、カスミザクラ、チョウジザクラ、マメザクラ、カンヒザクラ、などの多様な野生種が交雑して誕生した種間雑種であることが判明した。八重咲きのヤエザクラの栽培品種の多くがオオシマザクラを基に開発された狭義のサトザクラ群である。ここではその一部を上げる。
ア行
- アサヒヤマ（旭山・朝日山）
- アズマニシキ（東錦）
- アマノガワ（天の川）
- アマヤドリ（雨宿）
- アヤニシキ（綾錦・松前綾錦）
- アラカワニオイ（荒川匂）
- アラシヤマ（嵐山）
- アラタマ（新珠・松前新珠）
- アリアケ（有明）
- イチヨウ（一葉）
- イツカヤマ（早晩山）
- イトククリ（糸括）

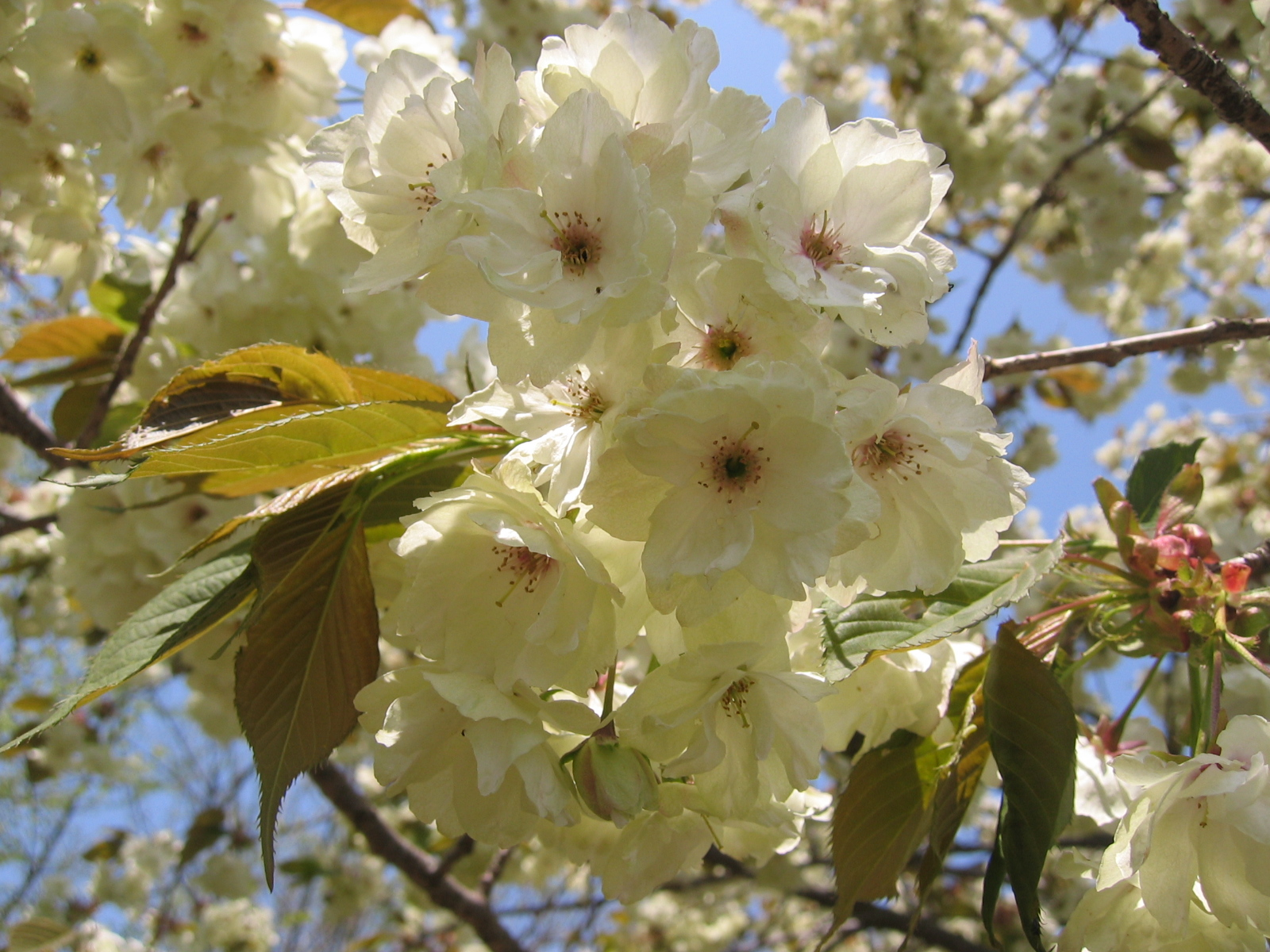
ウコン

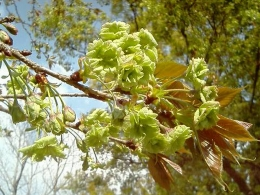
ギョイコウ

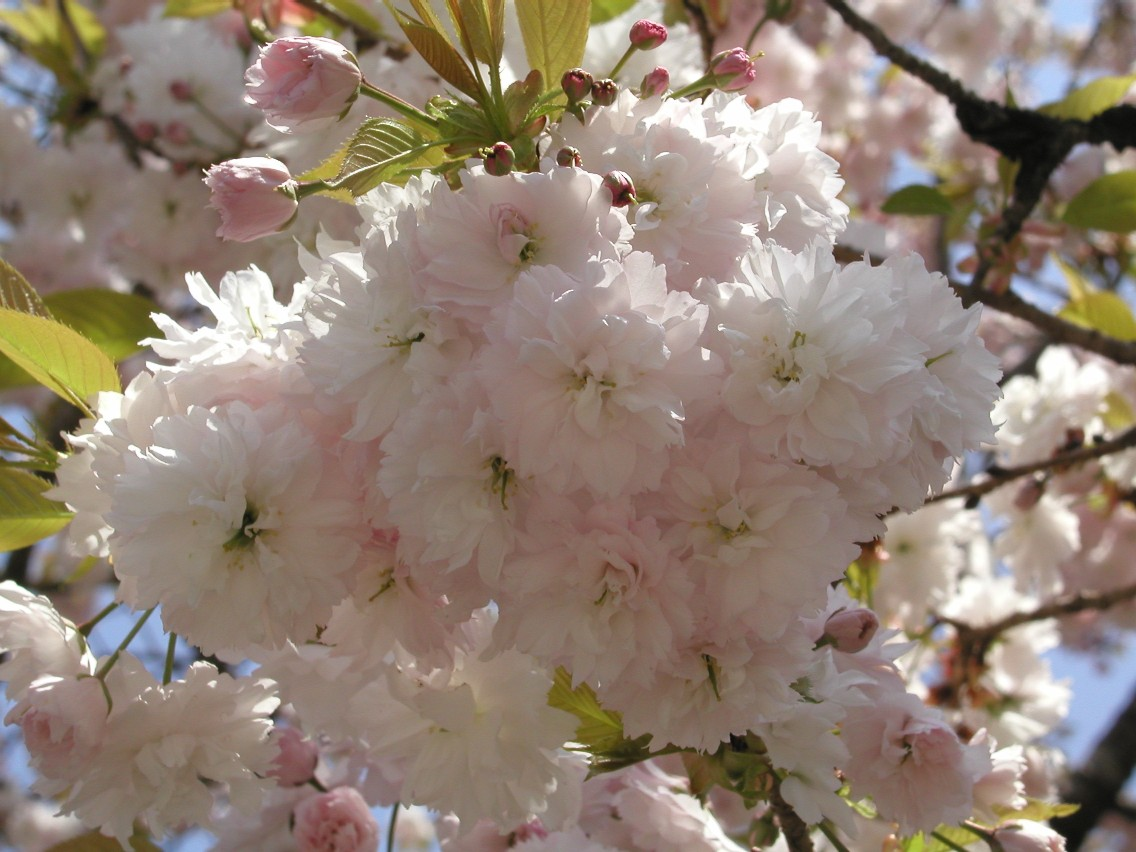
シオガマ

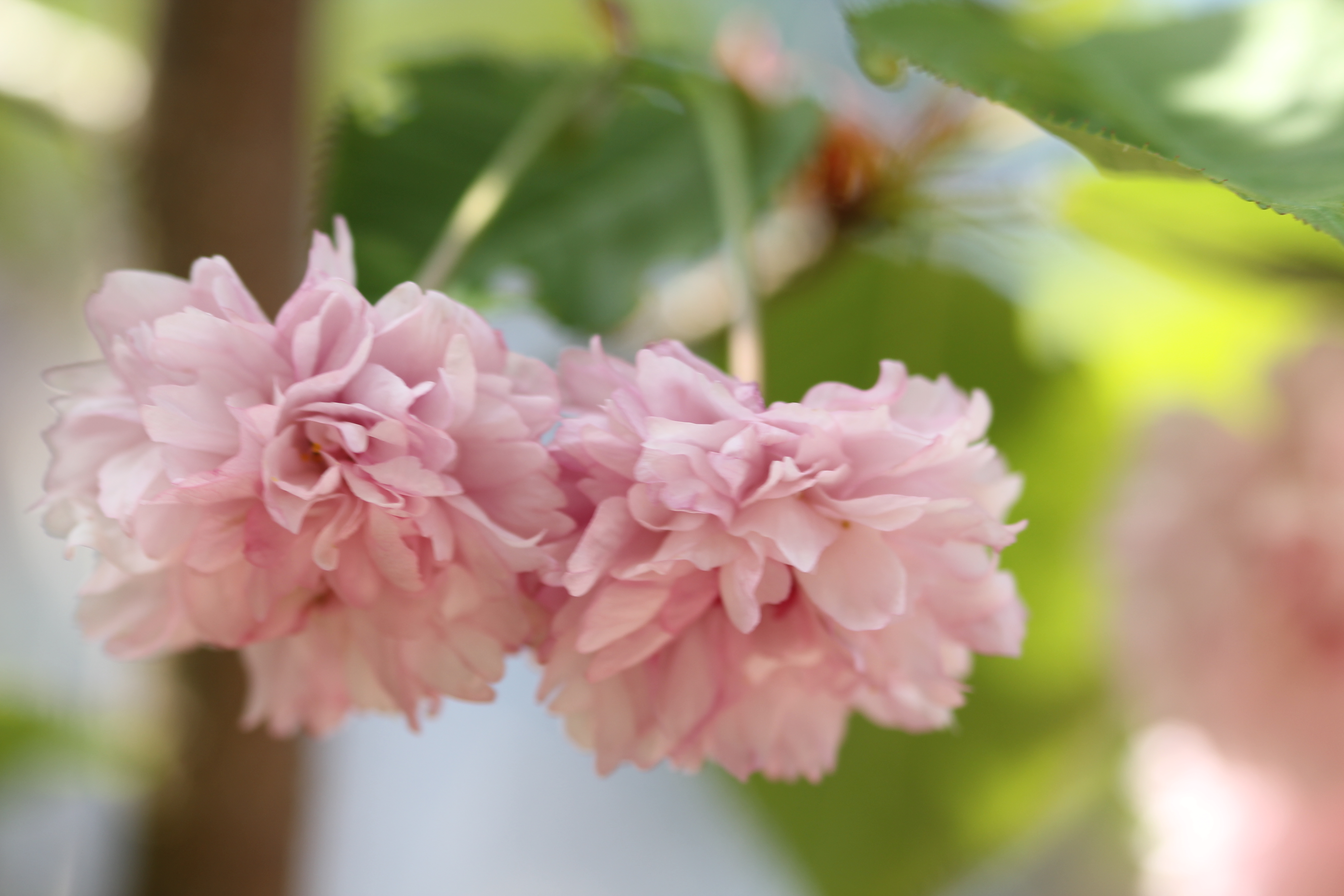
キクザクラ

- イマジュクザクラ（今宿桜） - シラユキと同種と見られる。
- イモセ（妹背）
- イヨクマガイ（伊予熊谷）
- イワイザクラ（祝桜）
- ウコン（鬱金） - 淡黄色の花を咲かせる。
- ウズザクラ（渦桜）
- ウスズミ（薄墨）
- エイゲンジ（永源寺・永源寺桜）
- エド（江戸・江戸桜）
- オオサワザクラ（大沢桜）
- オオシバヤマ（大芝山）
- オオタザクラ（太田桜）
- オオヂョウチン（大提灯）
- オオムラザクラ（大村桜）
- オキナザクラ（翁桜） - シラユキと同種と見られる。
- オムロアリアケ（御室有明）

カ行
- カリギヌ（狩衣）
- カンザン（関山・セキヤマ）
- キクザクラ（菊桜）
- キクシダレ（菊枝垂）
- キナシチゴザクラ（鬼無稚児桜）
- キブネウズ（貴船雲珠）

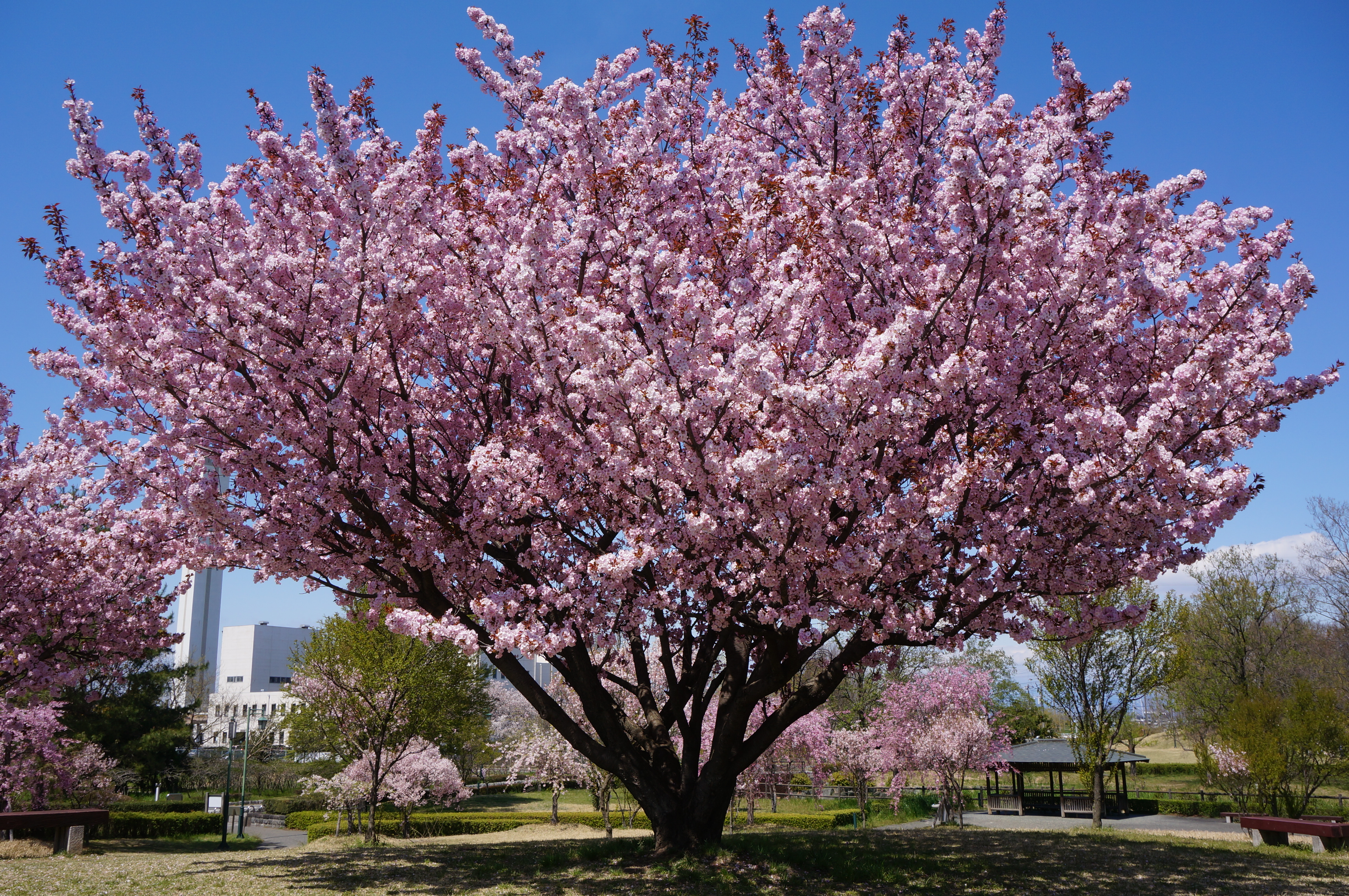
ケンロクエンクマガイ（チョウシュウヒザクラ）

- ギョイコウ（御衣黄） - 花は中輪で淡黄緑色。花弁は10枚前後。中心部に緑色でのち紅変する条線がある。
- キリン（麒麟）
- クシマザクラ（玖島桜）
- クルマドメ（車駐）
- ケンロクエンキクザクラ（兼六園菊桜）
- ケンロクエンクマガイ→下記チョウシュウヒザクラ参照
- コウエンジシロヤエザクラ（光善寺白八重桜）
- コウカ（紅華）
- コウダイジ（高台寺）
- コガネイウスベニザクラ（小金井薄紅桜）
- コケシミズ（苔清水）
- ココノエ（九重）
- コシオヤマ（小汐山）
- ゴショザクラ（五所桜）
- ゴショミクルマガエシ（御所御車返し）
- コチョウ（胡蝶）
- ゴテンニオイ（御殿匂）
- コマツナギ（駒繋）
- コンゴウザン（金剛山）

サ行
- シオガマ（塩釜）
- シズカ（静香・松前静香）
- シバヤマ（芝山）
- シブヤコンノウザクラ（渋谷金王桜）
- ショウゲツ（松月）
- ショウナンデン（小南殿）
- シラユキ（白雪）
- シロタエ（白妙）
- スイショウ（水晶）
- スザク（朱雀）
- スマウラフゲンゾウ（須磨浦普賢象）
- スミゾメ（墨染）
- センダイシダレ（仙台枝垂）
- センダイヤ（仙台屋）
- センリコウ（千里香）

タ行
- タイハク（太白）
- ダイミン（大明）
- タオヤメ（手弱女）
- タカサゴ（高砂・南殿・奈天・武者桜）
- タグイアラシ（類嵐）
- チハラザクラ（千原桜）
- チョウシュウヒザクラ（長州緋桜）- 森林総合研究所が近年の研究で別種とされてきたケンロクエンクマガイ（兼六園熊谷）と同一のクローンだと確認されたとしている[23][24]。
- ツクバネ（突羽根・平野突羽根）
- テマリ（手毬）
- トウキョウザクラ（東京桜）
- トラノオ（虎の尾）

ナ行
- ナジマザクラ（名島桜）
- ナデシコザクラ（撫子桜）
- ニソンインフゲンゾウ（二尊院普賢象）

ハ行
- バイゴジジュズカケザクラ（梅護寺数珠掛桜）
- ハクカサン（白華山）
- ハクサンオオデマリ（白山大手毬）
- ハクサンハタザクラ（白山旗桜） - Prunus lannesiana cv. HatazakuraまたはPrunus lannesiana cv. Vexillfera
- ハナガサ（花笠・松前花笠）
- バンリコウ（万里香）
- ヒグラシ（日暮）
- ヒヨドリザクラ（鵯桜）
- ヒラノネザメ（平野寝覚）
- フクザクラ（福桜）
- フクロクジュ（福禄寿）
- フゲンゾウ（普賢象・普賢堂）
- フサザクラ（房桜）※注；フサザクラ科の「フサザクラ」は、サトザクラではない
- フダンザクラ（不断桜）
- ベニガサ（紅笠・松前紅笠）
- ベニシグレ（紅時雨・松前紅時雨）
- ベニユタカ（紅豊・松前紅豊）
- ベンドノ（弁殿）
- ホウリンジ（法輪寺）
- ホクホウ（北鵬）
- ホタテ（帆立）
- ボタン（牡丹）

マ行
- マザクラ（真桜・白花真桜）
- マスヤマ（増山）
- マツマエ（松前）
- マツマエアイゼン（松前愛染）
- マツマエオオシオ（松前大潮）
- マツマエカザンイン（松前花山院）
- マツマエハナゾメイ（松前花染衣）
- マツマエハヤザキ（松前早咲・血脈桜）
- マツマエフウキ（松前富貴）
- マツマエベニヒゴロモ（松前紅緋衣）
- マツマエヤエコトブキ（松前八重寿）
- ミクルマガエシ（御車返し・御車還し・桐ケ谷・キリガヤツ）
- ミッカビザクラ（三ヶ日桜）
- ムラサキザクラ（紫桜）
- メイゲツ（明月）

ヤ行
- ヤエアケボノ（八重曙）
- ヤエニオイ（八重匂）
- ヤエベニトラノオ（八重紅虎の尾）
- ヤエムラサキザクラ（八重紫桜）
- ヤダケムラサキ（矢岳紫）
- ヨウキヒ（楊貴妃）

ラ行
- ランラン（蘭蘭） - 上野動物園のパンダに因んだ名前
- リュウウンインベニヤエ（龍雲院紅八重）

ワ行
- ワシノオ（鷲の尾）

## その他
イヌザクラ、ウワミズザクラなどもサクラの名を持つが、花は小さく、花序は総状につくので見かけは大きく異なる。サクラはサクラ属サクラ亜属だが、これらはサクラ属ウワミズザクラ亜属に含まれる。